# Ending on a High Note - The Final Concert
Ending on a High Note - The Final Concert è il terzo album live del gruppo synthpop norvegese a-ha, pubblicato nel 2011.
Il disco documenta l'ultimo concerto del gruppo; tenuto il 4 dicembre 2010 all'Oslo Spektrum di Oslo durante l'Ending on a High Note Tour.
È disponibile in 4 edizioni: CD (con solamente 16 tracce), DVD, Deluxe (doppio CD e DVD con il concerto completo più contenuti extra) e Blu-ray.

## Tracce

### Edizione CD singolo
1. The Sun Always Shines on T.V.
2. The Blood That Moves the Body
3. Scoundrel Days
4. The Swing of Things
5. Forever Not Yours
6. Stay on These Roads
7. Manhattan Skyline
8. Hunting High and Low
9. Minor Earth Major Sky
10. Summer Moved On
11. I've Been Losing You
12. Foot of the Mountain
13. Cry Wolf
14. Analogue (All I Want)
15. The Living Daylights
16. Take on Me

### Edizione Deluxe
CD 1
1. The Sun Always Shines on T.V.
2. Move to Memphis
3. The Blood That Moves the Body
4. Scoundrel Days
5. The Swing of Things
6. Forever Not Yours
7. Stay on These Roads
8. Manhattan Skyline
9. Hunting High and Low
10. We're Looking For the Whales

CD 2
1. Butterfly, Butterfly (The Last Hurrah)
2. Crying in the Rain
3. Minor Earth Major Sky
4. Summer Moved On
5. I've Been Losing You
6. Foot of the Mountain
7. Cry Wolf
8. Analogue (All I Want)
9. The Living Daylights
10. Take on Me

DVD
1. The Sun Always Shines on T.V.
2. Move to Memphis
3. The Blood That Moves the Body
4. Scoundrel Days
5. The Swing of Things
6. Forever Not Yours
7. Stay on These Roads
8. Manhattan Skyline
9. Hunting High and Low
10. We're Looking For the Whales
11. Butterfly, Butterfly (The Last Hurrah)
12. Crying in the Rain
13. Minor Earth Major Sky
14. Summer Moved On
15. I've Been Losing You
16. Foot of the Mountain
17. Cry Wolf
18. Analogue (All I Want)
19. The Living Daylights
20. Take on Me

Extra
- Documentario sull'Ending On A High Note
- Immagini fotografiche